# Hermann Hupfeld

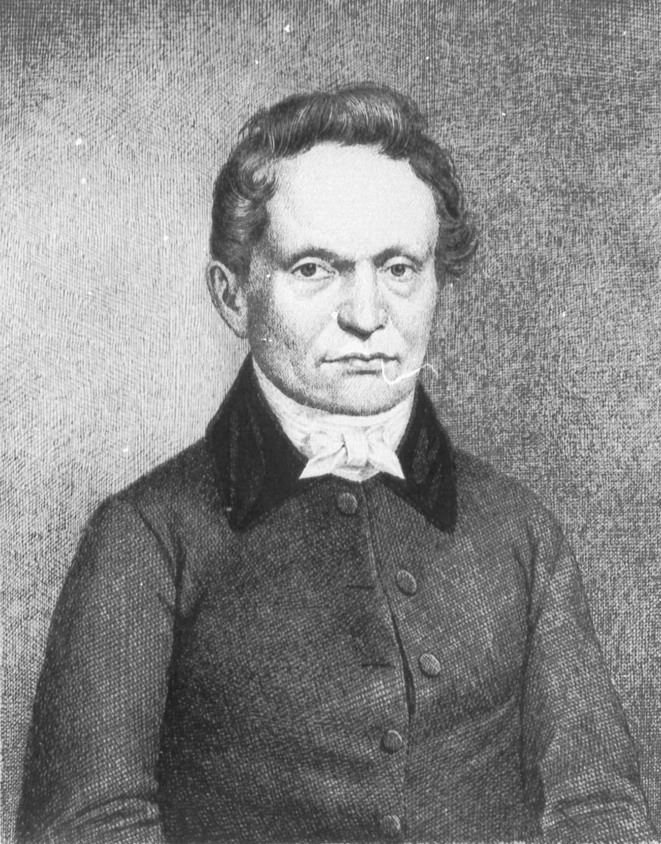
Hermann Hupfeld

Hermann Christian Karl Friedrich Hupfeld  (ur. 31 marca 1796 w Marburgu; zm. 24 kwietnia 1866 w Halle) – niemiecki teolog ewangelicki i orientalista.

## Życiorys i działalność
Po pietystycznym wychowaniu u wujka uczęszczał do gimnazjum w Bad Hersfeld. W latach 1813–1817 studiował teologię i filologię na uniwersytecie w Marburgu, gdzie był jednym ze współzałożycieli organizacji studenckiej Burschenschaft. W latach 1819–1822 pracował jako profesor w gimnazjum Hohe Landesschule w Hanau. Postanowił jednak dalej studiować i udał się do Halle. Studiował tam teologię u Juliusa Wegscheidera i języki orientalne u Wilhelma Geseniusa. W 1824 roku habilitował się, w 1825 roku został profesorem nadzwyczajnym teologii na uniwersytecie w Marburgu i w 1827 roku profesorem zwyczajnym języków orientalnych. Od 1843 roku był następcą Wilhelma Geseniusa w Halle.
Główną jego naukową zasługą jest włożony wkład w krytykę tekstu Starego Testamentu, a zwłaszcza Pięcioksięgu. W 1853 roku w przełomowej monografii Die Quellen der Genesis und die Art ihrer Zusammensetzung, pojawiła się po raz pierwszy teoria źródeł, która pod wpływem Juliusa Wellhausena została szybko przeforsowana w Europie i Ameryce. Jego przekonanie, że każde poszczególne pisemne źródło Pięcioksięgu jest w zasadzie kompletne, rozpoczęło nowy rozdział w historii Pięcioksięgu. Uważany jest także za jednego z pierwszych przedstawicieli krytyki biblijnej Księgi Psalmów. Z obfitości jego naukowych badań ma również znaczenie badanie Księgi Hioba oraz hebrajskich tekstów.
Oprócz szerokiej działalności pedagogicznej brał czynny udział w życiu kościelnym, politycznym i akademickim. Wzywał do przeprowadzenia reform w kościele i państwie. Jego działalność na rzecz kościoła polegała na dążeniu zachowania jego niezależności wewnętrznej i zewnętrznej wobec zmieniających się poglądów teologicznych. Owocem związku z ruchem nowego odrodzenia i przyjaźni z kościelnym prawnikiem Wilhelmem Bickell i Friedrichem Malletem pastorem i pisarzem z Bremy były jego opinie, memoranda i propozycje Reform der Kirchenverfassung (reformy prawa kościelnego) (1831), Hanauer Gesangbuchfrage (1837) (Kwestia śpiewnika w Hanauer), Privatgemeinschaften (1837), o Gustav-Adolf-Verein (1847) jak również Über die beabsichtigte Gründung eines deutschen Kirchenbundes (1849) (O planowanym założeniu związku kościoła niemieckiego).
W jego politycznych wypowiedziach zauważa się, że w licznych esejach, podobnie jak Karl Bernhard Hundeshagen przepowiedział rewolucję w 1848 roku. Po 1848 roku występował przeciw reakcjonizmowi w polityce i kościele.
Jego następcą na uniwersytecie został jego uczeń, przyjaciel i biograf Eduard Riehm.
Za zasługi dla uniwersytetu w Marburgu został w 1834 roku honorowym obywatelem miasta Marburg (Ehrenbürger der Stadt Marburg).

## Twórczość
- Die Psalmen. Übersetzt und ausgelegt von Hermann Hupfeld. 1855–1861; 2. Auflage hrsg. von Eduard Riehm, 1867–1871; 3. Auflage 1888.
- Über Begriff und Methode der sogenannten biblischen Einleitung nebst einer Uebersicht ihrer Geschichte und Literatur. Elwert, Marburg 1844 (Digitalisat).
- Commentatio de primitiva et vera festorum apud Hebraeos ratione ex legum Mosaicarum varietate eruenda. 4 Teile. Gebauer, Halle 1851–1865.
- Die Quellen der Genesis und die Art ihrer Zusammensetzung. Berlin 1853.
- Die heutige theosophische oder mythologische Theologie und Schrifterklärung. Berlin 1861.
- Dokumente einer Freundschaft in schwieriger Zeit. Hermann Hupfeld und Johann Wolfgang Bickell. Briefwechsel 1832–1848. Hrsg. und mit einer Einleitung versehen von Otto Kaiser. Historische Kommission für Hessen, Marburg 2010.